# 六輔七転八倒九十分
『六輔七転八倒九十分』（ろくすけしちてんばっとうきゅうじゅっぷん）は、TBSラジオの生ワイド番組である。2015年9月28日開始、2016年6月27日終了。

## 概要
2015年9月26日で終了した『土曜ワイドラジオTOKYO 永六輔その新世界』の体裁を引き継ぎ、パーソナリティを務める永六輔、はぶ三太郎、外山惠理がそのままスライドし、長峰由紀も隔週出演で、新たに参加する形でスタートしている。
ディレクターは大沢悠里のゆうゆうワイドのパーソナリティでもある大沢悠里が担当した。
この番組では永を中心としたメンバーが月曜日の夜に大人たちが自由なトークを繰り広げる番組で、それと同時に「日本語を使うことの喜び」を、リスナーとともに感じることができる番組を目指す。ゲストトークのコーナーは「永六輔の番組だからこそ実現できる」ゲストが出演し、長い時間をかけて、「じっくりゆっくりと」トークを繰り広げることになっている。
『土曜ワイド - 』で長年に渡り、番組リポーターを務めていたラッキィ池田も不定期ではあるが、番組冒頭に電話出演をしている。
『土曜ワイド - 』 時代から放送中の電話、FAX、電子メールの宛先の紹介を行う。
永は過去に『永六輔の誰かとどこかで』からスピンオフした番組『六輔七転八倒』を、1976年度から1983年度のナイターオフ期間の番組『ゴールデン・ワイド』の水曜20時 - 20時55分に生放送していた。
オープニングは伊勢津、エンディングはかっぽれが流れる。いずれも、三遊亭小円歌（現：二代立花家橘之助）の演奏である。
メインパーソナリティの永六輔は、背中の痛みの治療とその間に患った肺炎のため、2016年2月より、番組を休んでいたが、同年5月9日の生放送中、永の所属事務所からの手紙が外山惠理によって読まれ、「永はすでに退院し、自宅療養で、体力の回復に努めています。パーキンソン病ということもあり、十分な体力回復に、どの位掛かるかはまだ目途がついていません。そのため、一旦、自分の名前の付いた番組は締めくくりをさせて頂いた上で、ぜひ、またお耳にかかる機会を得たいと思います。6月27日、月曜日で「六輔七転八倒九十分」は終了します」として、永は番組を降板。番組開始から9ヶ月で、終了が発表された。
後番組のメインパーソナリティは三太郎が務め、新番組『いち・にの三太郎〜赤坂月曜宵の口』が開始し、番組内容は前番組から継承した。
最終回の三太郎と長峰の回は、次女の永麻理（元フジテレビアナウンサー）がゲスト出演。マネージャーを務める息子が、永六輔の様子を伝える電子メールが紹介された。終盤では黒柳徹子がスタジオに乱入するなど、にぎやかな最後となった。
永は『いち・にの三太郎』初回放送直後の2016年7月7日に死去していたことが同月11日の放送前に発表された。永の逝去により、この番組が生前最後のラジオ番組となった。

## 放送時間
- 毎週月曜 18:00 - 19:30

## パーソナリティ
- 永六輔

### アシスタント
- はぶ三太郎
- 長峰由紀（TBSアナウンサー。外山と隔週交代で出演）
- 外山惠理（TBSアナウンサー。長峰と隔週交代で出演）

### 準レギュラー
- ラッキィ池田

## コーナー
※大半のコーナーは「土曜ワイド」から引き継いでおり、交通情報のBGM・ご隠居長屋で流れる曲も「土曜ワイド」と同じものを使用している。
- 千客万来 宵の口（18時台）、六輔交遊録 ご隠居長屋（19時台）
永とゲストによる自由闊達なトークを展開する
ピーコ、小室等、きたやまおさむ、松島トモ子、大橋巨泉、若山弦蔵など、土曜ワイド時代の常連ゲストが引き続き出演している
- 野坂昭如さんからの手紙（カタログハウス提供）
野坂昭如から番組に寄せられた手紙を女性アシスタント（外山、長峰）が朗読する
野坂の死後、過去に彼が送った手紙を朗読する形で継続。
- 明解さんちゃん（三省堂提供）
三太郎が日常の何気ない言葉の語源や意味、日本語の魅力と楽しさを解説する
- 音のペダル（KEIRIN提供）
自転車に関する話題、トピックス